# Les Nouveaux Maîtres
Pour plus de détails, voir Fiche technique et Distribution.
Les Nouveaux Maitres est un film français réalisé par Paul Nivoix et sorti en 1950.

## Fiche technique
- Titre : Les Nouveaux Maîtres
- Réalisation : Paul Nivoix
- Supervision de la réalisation : Jacques Daniel-Norman
- Scénario : Paul Nivoix et Jacques Daniel-Norman
- Dialogues : Paul Nivoix
- Décors : Hugues Laurent
- Photographie : Marcel Villet
- Montage : Jeannette Berton
- Son : Pierre Goumy
- Pays de production :  France
- Format : Noir et blanc - Son mono
- Genre : Aventure - Comédie
- Durée : 92 minutes
- Date de sortie : France : 10 mai 1950

## Distribution
- Albert Préjean : Étienne Durand
- Hélène Perdrière : Yvonne Durand
- Raymond Bussières : Victor Tricoudard
- Annette Poivre : Marie
- Guy Rapp : Padrovitch
- Martine de Breteuil : La marquise d'Aubenton
- Jean-Max : Le marquis d'Aubenton